# All I Have to Do Is Dream

All I Have to Do Is Dream è un brano musicale scritto dai coniugi Felice e Boudleaux Bryant e reso celebre dagli Everly Brothers quando fu pubblicato nel singolo All I Have to Do Is Dream/Claudette nel 1958. Il brano è stato inserito anche nell'album del 1959 The Everly Brothers' Best (Cadence – CLP 3025).
Il brano è stato inserito alla 142ª posizione nella lista delle 500 migliori canzoni secondo Rolling Stone. Nel 2004 è stato inoltre insignito del Grammy Hall of Fame Award.

## Cover
Il brano è stato reinterpretato da altri artisti come, ad esempio:
- 1962 - Richard Chamberlain, singolo (MGM Records – MGM 73122); album Richard Chamberlain Sings (MGM Records – E-4088)
- 1965 - Gabi Novak in croato Za vrijeme praznika, testo di I. Krajac singolo (Jugoton – EPY 3446); album Diskobiografija Vol. 2 (Croatia Records – 6CD 6097104)
- 1969 - Bobbie Gentry e Glen Campbell, singolo (Capitol Records – CL 15619); album del 1974 Bobbie Gentry's Greatest Hits (Capitol Records – OU 2057)
- 1970 - Glen Campbell nell'album del 1970 Glen Campbell (HÖR ZU – SHZE 282)
- 1970 - Donatello, singolo con il titolo 100 volte lei, testo di Giuliano Illiani e Maurizio Vandelli (Dischi Ricordi - SRL 10-598); album Donatello (Dischi Ricordi – SMRL 6076)
- 1975 - Nitty Gritty Dirt Band, singolo Dream (United Artists Records – UA 35875); album Dream (United Artists Records – UAL 24038)
- 1980 - Andy Gibb e Victoria Principal nell'album The Best of Andy Gibb (Team Records – T-3006)
- 1994 - Cliff Richard con Phil Everly, singolo (EMI – 7243 8 81840 7 6); album del 1994 con Olivia Newton-John It's Cliff Richard Show No.6 (Quality Music Inc. – QM-92874)
- 2006 - The Corrs nell'album Home (Tian Yu – TY-1032), pubblicato in Cina

## Classifiche
| Classifica (1958)     | Posizione massima |
| --------------------- | ----------------- |
| Stati Uniti           | 1                 |
| Stati Uniti (country) | 1                 |
| Stati Uniti (R&B)     | 1                 |